# Woodlands (stacja metra)
Woodlands – stacja naziemna Mass Rapid Transit (MRT) na North South Line w Singapurze. Jest zintegrowana z Woodlands Regional Bus Interchange znajdującym się pod stacją. Stacja znajduje się w Woodlands. Od 2019 będzie stacją węzłową z nową Thomson Line.